# Hipodrom Sopot

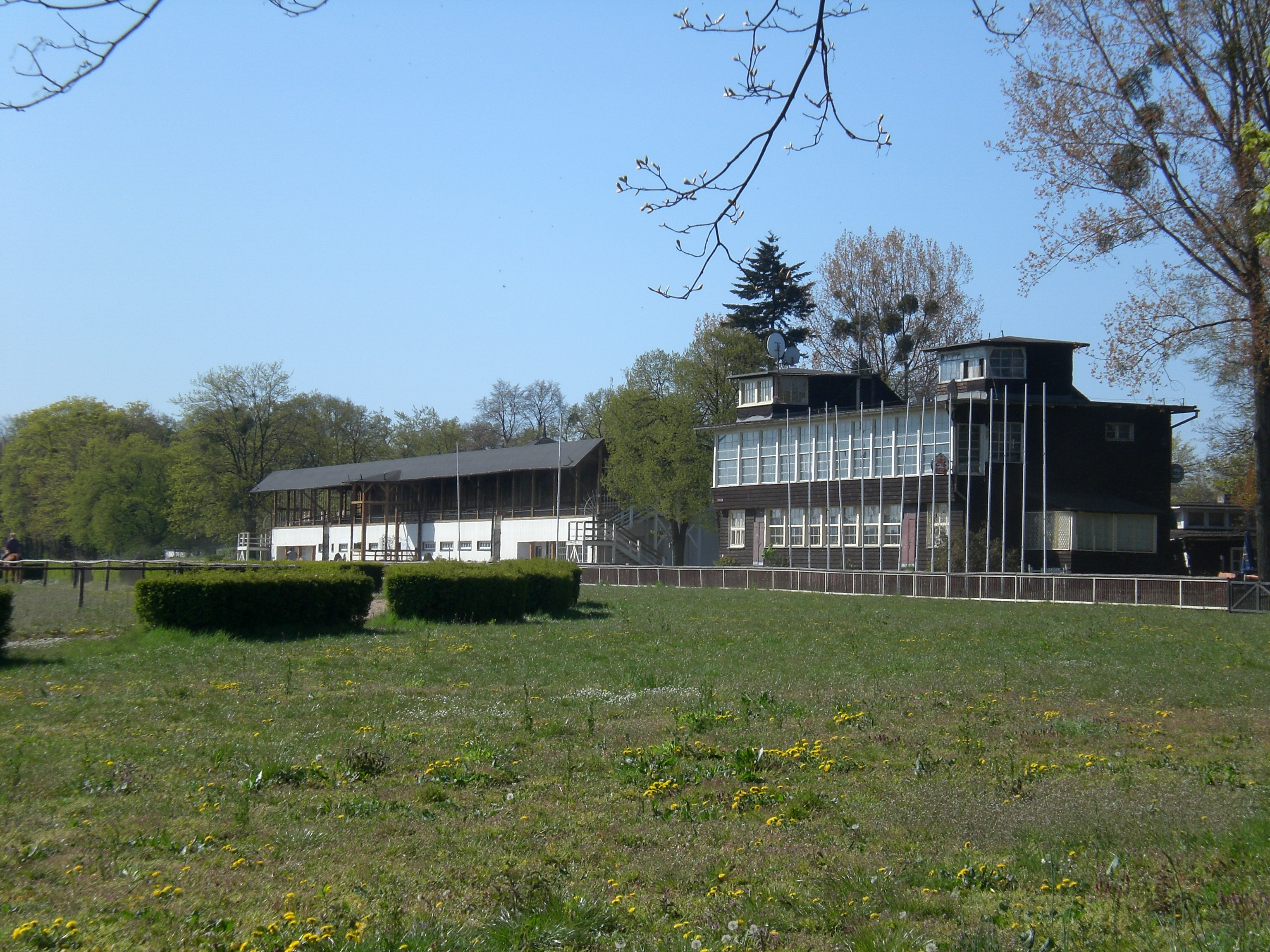
Hipodrom w Sopocie

Hipodrom Sopot – sopocki tor wyścigów konnych znajdujący się w zachodniej części Karlikowa, w bezpośredniej bliskości hali widowiskowo-sportowej Ergo Arena. Stajnie mogą pomieścić ok. 300 koni. Poza wyścigami dziś organizowane są na nim różnego typu zawody, w tym WKKW.
 Obiekt wpisany jest do rejestru zabytków pod nr rej. A-1623 z 25.03.1997

## Położenie
Obszar obiektu zajmuje 38,9685 ha ograniczony ulicami: Polną (od wschodu), Łokietka (od północy) i Drogą Zieloną (od południa). Od zachodu teren określony jest przez linię torów kolejowych Gdańsk-Gdynia. Obiekt znajduje się w malowniczym otoczeniu: na zachodzie znajdują się zalesione wzgórza morenowe, a na wschodzie, w odległości ok. 400 m, znajduje się plaża. Trybuny są tak ulokowane, że jest to jedyny hippiczny obiekt w Europie z widokiem na morze. (Do innych obiektów hippicznych z widokiem na morze należy tor wyścigowy Hakodate w Japonii.)

## Opis kompleksu

### Tor wyścigowy
Tor wyścigowy o powierzchni około 31 ha składa się z: 
- bieżni zewnętrznej pokrytej darnią, przeznaczonej do wyścigów płaskich, obwód: 1850 m, szerokość: 12-18 m,
- bieżni wewnętrznej pokrytej darnią z 24 przeszkodami steeplowymi o różnej konstrukcji,
- bieżni roboczej pokrytej piaskiem, znajdującej się między bieżniami wewnętrzną i torem przeszkód, obwód: 1600 m, szerokość: 4 m[1].

Na terenie hipodromu znajdują się m.in.:
- stajnie sportowe,
- stajnie rekreacyjne,
- centrum hipoterapii,
- drewniana trybuna sędziowska z roku 1926,
- drewniana trybuna II z roku 1885,
- budynek totalizatora z 12 kasami z roku 1926,
- budynek dżokejki wraz z pomieszczeniami dla sędziów i wagą,
- padok do prezentacji koni przed wyścigami,
- zabudowania mieszkalne dla uczestników wyścigów[1].

## Historia

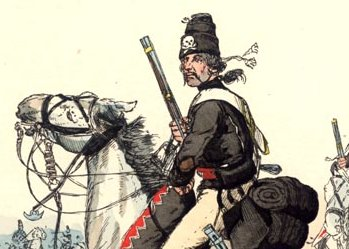
Huzar z pruskiego Husaren-Regiment Nr. 5 (von Ruesch)

### Początki
Pierwsze rywalizacje konne na terenie dzisiejszego Karlikowa odbywały się w latach 70. XIX w., gdy Czarni Huzarzy (Huzarzy Śmierci) stacjonujący w Gdańsku organizowali biegi myśliwskie. Początkowo miały one charakter treningowy dla kawalerii. Od roku 1898 gonitwy płaskie i przeszkodowe organizowano tu regularnie. Z tego okresu pochodzą najstarsze, istniejące do dziś, elementy infrastruktury obiektu: tor, dwie trybuny dla publiczności i hala totalizatora.

### Okres międzywojenny
Znajdujący się na terenie Wolnego Miasta Gdańska hipodrom zyskał popularność w całej Europie i stał się wizytówką kurortu. Organizowano tu gonitwy płaskie, przeszkodowe i międzynarodowe zawody hippiczne.

### Po II wojnie światowej
Na przełomie 1945 i 1946 roku obiekt był miejscem tymczasowego przechowywania koni, sprowadzanych w ramach pomocowych akcji UNRRA, w tym przez tzw. Morskich Kowbojów. W latach 1947–70 sezonowe wyścigi konne w Sopocie organizowane były przez przedsiębiorstwo państwowe Państwowe Tory Wyścigów Konnych w Warszawie. W ciągu roku rozgrywano ok. 12 dni wyścigowych. Na początku lat 70. decyzją hodowców rozpoczęto imprezy koni półkrwi hodowli stadnin mazurskich. Zaprzestano organizowania gonitw koni pełnej krwi angielskiej. Od lat 80. obiekt w Sopocie pełnił rolę ośrodka treningu koni. W 1994 hipodrom został przekształcony w jednoosobową spółkę skarbu państwa Hipodrom Sopot, którą w 1999 wykupiła gmina Sopot. Znów organizowane tu są wyścigi konne, corocznie odbywają się kilkudniowe mityngi wyścigowe oraz Międzynarodowe Zawody w Skokach CSI-A.
W grudniu 2013 obiekt poddano rewitalizacji, zachowując jego zabytkowy charakter.

### Przekształcenia własnościowe po wojnie
Od 1947 hipodrom działał jako oddział przedsiębiorstwa państwowego Państwowe Tory Wyścigów Konnych. Obok działał Państwowy Ośrodek Treningu Koni Sopot, w 1993 przekształcony w Ośrodek Treningu Koni Sopot. W 1994 jako Zakład Treningowy Skarbu Państwa Sopot, następnie w 1994 przekształcony w Hipodrom Sopot Sp. z o.o., w 1999 spółka została skomunalizowana w drodze wykupu 100% akcji przez gminę Sopot.

## Koncerty i imprezy masowe
Obszar hipodromu ze względu na swe walory (płaskość terenu, możliwość pomieszczenia dużej liczby widzów i dogodną komunikację) wykorzystywany jest jako miejsce występów gwiazd polskiej i światowej rozrywki, a także innych wydarzeń z udziałem wielkiej liczby uczestników. Najważniejsze wydarzenia w historii hipodromu to:
- msza podczas wizyty Jana Pawła II (1999),
- koncert Tiny Turner (2000),
- festiwal TOPtrendy 2010,
- koncert Sylwii Grzeszczak (2014),
- coroczne Wystawy Psów Rasowych,
- zlot samochodów zabytkowych,
- coroczne Wystawy Kotów Rasowych (hala pomarańczowa).[9]